# 施泰因施蒂肯
施泰因施蒂肯（德語：Steinstücken，德語：[ˈʃtaɪ̯nˌʃtʏkn̩] ⓘ，意为“石块”）是德国柏林最南端施泰格利茨-采伦多夫区下萬湖区附近的一个小型定居点，人口约200人。1949年两德分治后，施泰因施蒂肯是西柏林原先12个飞地中唯一有人长期居住的飞地。在1971年至1972年间，一条走廊将其与西柏林主体连接起来，此时西柏林整体而言亦是位于东德的一块飞地。

## 起源

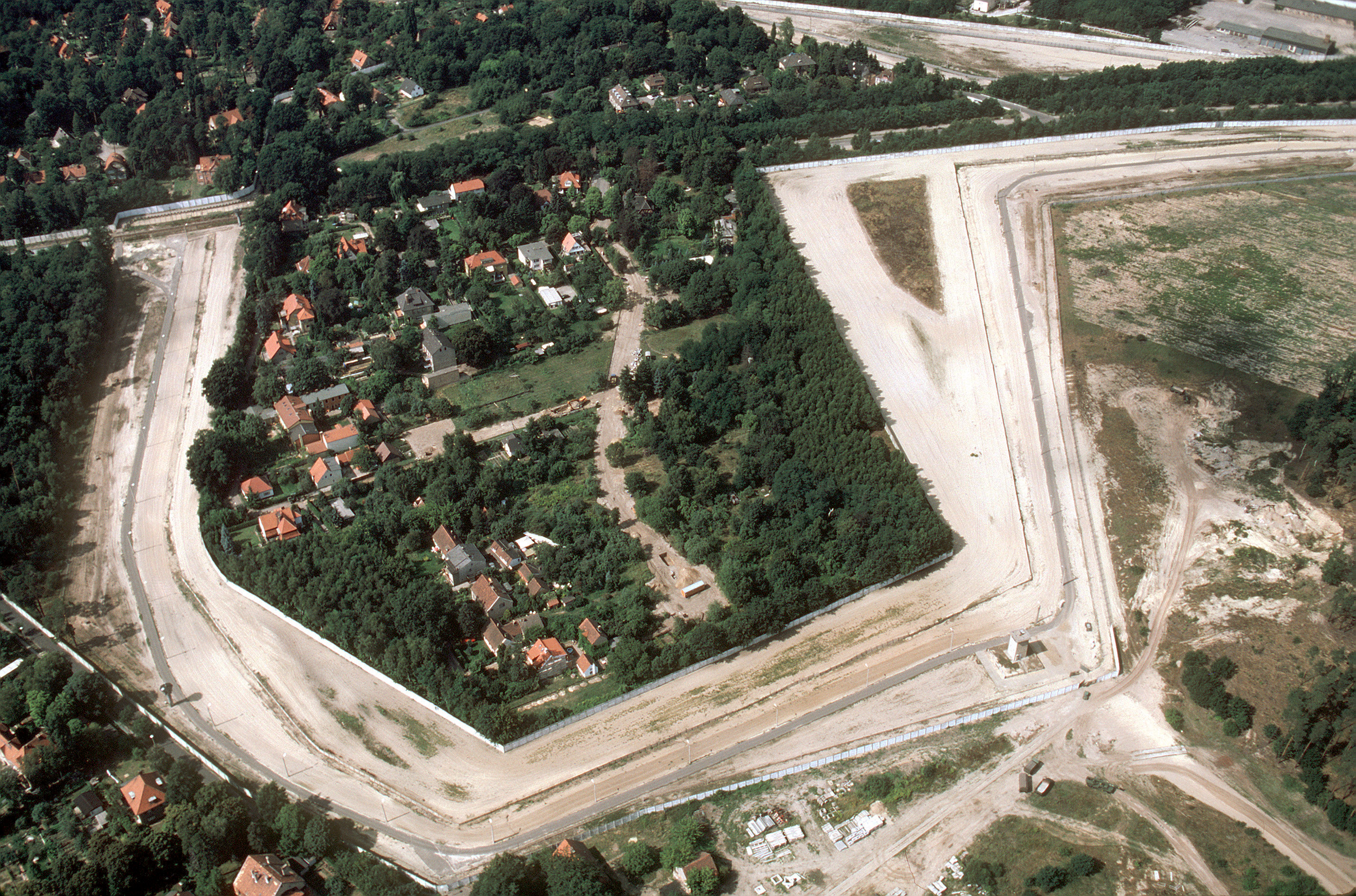
施泰因施蒂肯东南部在两德统一前的航拍照片，东北部为连接西柏林主体的伯恩哈德·拜尔大街和铁路

这一飞地起源于1787年，当时飞地附近施托尔珀村的农民在城外取得了一片土地，并于19世纪初定居于此。随着施托尔珀村被纳入万湖管辖，该飞地的管辖权亦被万湖继承。
1920年随着柏林的市区扩张，万湖被划为柏林市管辖，故施泰因施蒂肯成为了柏林市的一块飞地。飞地的身份对该地区居民的生活并没有显著影响，当地居民习惯前往波茨坦的巴伯尔斯贝格进行日常活动，直到二战德国战败的1945年。

## 冷战时期

施泰因施蒂肯的地图，紫色为与波茨坦的边界，右上走廊中为伯恩哈德-拜尔大街

1945年第二次世界大战结束后，西柏林边界成为了德国苏占区和美、英、法占领区边界的一部分，最初四年西柏林边境尚可自由出入。随着柏林封锁、两德成立等事件导致的冷战局势升级，西柏林边境的形势开始变得紧张起来，施泰因施蒂肯也成为了西柏林这一飞地中的飞地。
1951年东德政府派出了警察和军队企图吞并这一飞地，几天后因為美国表达反对意见，东德軍警撤出了當地。在这一事件后，施泰因施蒂肯居民被禁止前往附近的东德领土，该地与外界连接的唯一通道为两个东德检查站和一条长约一公里、通往西柏林本体的道路。当地居民的所有日常活动，例如工作、上学、购物、访问亲友均需经过这些检查站。
在1961年柏林墙修建后，由于施泰因施蒂肯的边界仅设置了铁丝网，这一飞地成为了较受東德逃亡者关注的地段。在20名以上的东德边防军士兵通过施泰因施蒂肯逃亡西方后，东德政府专门在施泰因施蒂肯周围修建了围墙以切断这一逃亡路线。
當駐德美軍指揮官卢修斯·克莱上将在1961年9月21日乘直升机访问當地后，施泰因施蒂肯飞地中设置了一个美军据点，自那以后士兵经常乘坐直升机前往这一飞地。今天，在施泰因施蒂肯设有一个“直升机纪念碑”以作纪念。

## 走廊

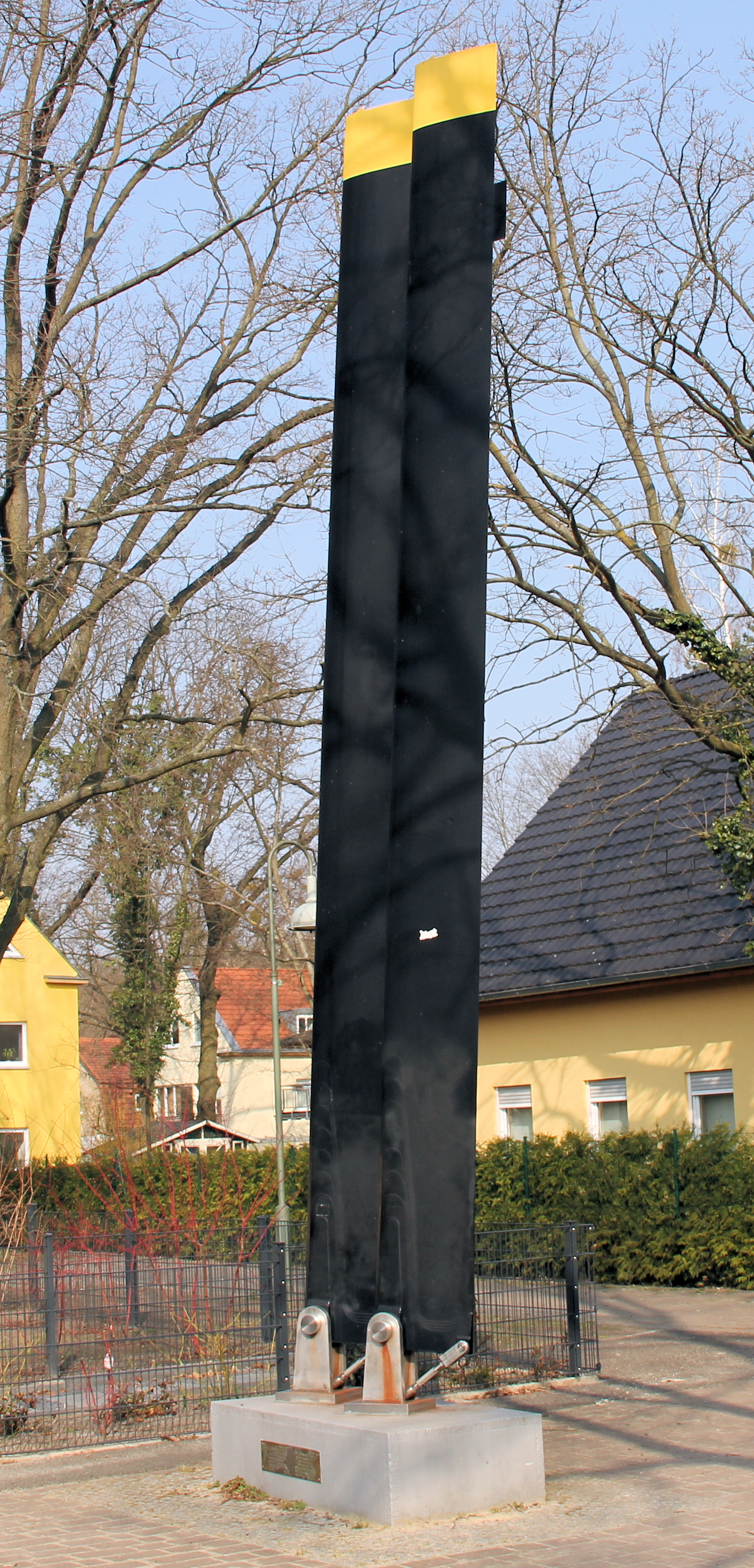
纪念美军直升机的纪念碑

为了解决施泰因施蒂肯居民的交通不便同时减少潜在的军事威胁，在1972年西德政府修建了一条公路以连接西柏林和施泰因施蒂肯。当时修建这一公路需要东德和西德间进行领土交换，并需征求当时占领德国的四个国家的许可。在盟军委员会协商后，苏联、美国、英国和法国于1971年9月3日签署了《柏林協定》，最终决定设置一条狭长的走廊连接西柏林市区和施泰因施蒂肯。
西柏林因此割让了六个无人定居的飞地给东德，并且向东德政府支付了四百万西德马克。随后，一条名叫伯恩哈德-拜尔大街（德語：Bernhard-Beyer-Straße）的道路在这一走廊中被修建起来，施泰因施蒂肯居民得以毫无障碍地前往西柏林市区。道路两侧成为了新的东西柏林边界，随后也在其上延伸了柏林墙。
在这条连接施泰因施蒂肯的道路上，一座桥梁导致了两德主权的特殊问题。由于这座桥下为东德德国国营铁路的铁轨，东德政府拒绝将这一部分移交给西柏林，随后达成的妥协是桥梁本体和桥面及以上的空间属于西德，而桥下的空间、土地及铁轨仍然属于东德（而類似的司法管轄區立體交叉分區例子，僅有深圳灣口岸由香港管轄、橫越望海路及深圳灣公園的十號幹線橋面）。虽然修建走廊后在实际情况上施泰因施蒂肯不再属于飞地，但由于这座桥梁下的领土仍属东德，施泰因施蒂肯仍可被视为飞地。

## 两德统一后
1990年初春柏林墙的正式拆解工作开始后，施泰因施蒂肯的边境设防均被解除，但连接柏林主体和施泰因施蒂肯的道路存留至今。随后，施泰因施蒂肯居民重新恢复与附近波兹坦相关的日常生活。2005年9月柏林电视台曾播出了一部关于施泰因施蒂肯的影片。